# 勒博斯克迪泰伊
勒博斯克迪泰伊（法語：Le Bosc du Theil）是法国厄尔省的一个市镇，位于该省北部偏西，属于埃夫勒区和勒讷堡县（Le Neubourg）。该市镇总面积20.11平方公里，2014年时的人口为1330人。
勒博斯克迪泰伊成立于2016年1月1日，由勒格罗泰伊和圣尼古拉-迪博斯克两个市镇合并而成，其中前者为政府驻地。